# ملی‌گرایی
ملی‌گرایی یا ناسیونالیسم (به فرانسوی: Nationalisme) یک ایده و جنبش است که هدف آن ترقی بخشیدن به منافع یک ملت است. ملی‌گرایی نوعی آگاهی جمعی است، یعنی آگاهی به تعلق به ملت که آن را «آگاهی ملی» می‌خوانند. آگاهی ملی، اغلب پدیدآورنده حس وفاداری، شور و دلبستگی افراد به عناصر تشکیل‌دهنده ملت (نژاد، زبان، سنت‌ها و عادت‌ها، ارزش‌های اجتماعی، اخلاقی و…) است و گاه موجب بزرگداشت مبالغه‌آمیز از آن‌ها و اعتقاد به برتری این مظاهر بر مظاهر ملی دیگر ملت‌ها می‌شود. پرچمِ ملی، سرودِ ملی و دیگر نمادهای هویتِ ملی، نشان‌هایی بسیار مهم از جوامعِ ملی‌گرا است.
ملی‌گرایی به صورت کلی به جریان اجتماعی-سیاسیِ راست‌گرایی گفته می‌شود که می‌کوشد با نفوذ در ارکان سیاسی کشور در راه اعتلاء و ارتقای اساسی باورها، آرمان‌ها، تاریخ، هویت، حقوق و منافع ملت گام بردارد. این جریان با محور قرار دادن منافع ملت به عنوان نقطهٔ گردش تمامی سیاست‌های خارجی و داخلی، باعث جهش‌های تکاملی و سرعت بخشیدن به حرکت رو به رشد ملل در رسیدن به تمدن جهانی می‌شود.
ناسیونالیسم در سیاست معمولاً به عنوان یک زیرمجموعه برای دیگر باورهای هَمسو شناخته می‌شود و قابلیت ارتجاع به «راست و چپ» را داراست. (برای نمونه ناسیونال‌سوسیالیسم، یا ناسیونال‌دموکراسی)
ناسیونالیسم شالوده‌ای برای خواست با هم زیستن واحدهای سیاسی و قومی است و متضمن این اندیشه است که فرمانروایان و شهروندان بهره‌مند از همزیستی در این واحد سیاسی فرضی متعلق به یک تبار قومی (Ethnos) هستند. احساسات ملی گرایانه ریشه در اندیشه ساخت جامعه‌ای با هویت زبانی، مذهبی، و روانشناختی مبتنی بر تصور خویشاوندی کهن اعضای یک گروه قومی فرضی است. تصور ذهنی این جامعه از واقعیت‌های تاریخی آن نیز اهمیت بیشتری دارد. از اینرو گروهی از پژوهشگران به پیروی از ماکس وبر ملت را «بزرگ‌ترین گروهبندی مردم معتقد به دارای نیای مشترک» تعریف کرده‌اند. ملت‌ها بر اساس گستره سرزمینی نیز تعریف شده‌اند. در انسان‌شناسی بررسی هویت قومی مردم نه تنها به فرهنگ بلکه به محیط فیزیکی پدید آورنده آن فرهنگ در طی قرن‌ها یا حتی هزاران سال پیش توجه می‌شود. منتسکیو اصل جغرافیا را برای تعریف خود از فرهنگ مورد استفاده قرار می‌داد. شرایط ژئوفیزیکی و اقلیم به شدت بر راه و روش معیشت مردمان و راه و رسم زندگانی‌شان اثرگذار بوده‌اند. این عوامل حتی در فولکلور و روان‌شناسی مردم نیز مؤثر بوده‌اند.

ناسیونالیسم میانه‌رو با انترناسیونالیسم ناسازگار نیست، ولی ناسیونالیسم تندرو مخالف آن
است.

## تاریخچه ملی‌گرایی
ژان ژاک روسو و مونتسکیو از نخستین نظریه پردازان ناسیونالیسم بودند. تعریف ملت و اراده ملی تا زمان انقلاب فرانسه در بوته ابهام بود. این ایده همراه با فتوحات ناپلئون در سراسر اروپا گسترش یافت تا آن جا که ناسیونالیسم حتی از دموکراسی و آزادی خواهی هم زودتر به مشرق زمین صادر شد.
قرن ۱۹ را باید عصر طلایی ملی‌گرایی نامید. جفرسون و پین ناسیونالیسم آمریکایی را پایه‌گذاری کردند. در انگلیس بنتام و گلادستون ناسیونالیسم انگلیسی را به اوج رساندند. در ایتالیا گاریبالدی و مزینی که از بزرگ‌ترین تئوریسین‌های مکتب ناسیونالیسم بودند قد علم کردند. ویکتور هوگو در فرانسه و بیسمارک در آلمان از پرچمداران بنام ملی‌گرایی بودند.
جنگ‌های یگانگی ایتالیا و یگانگی آلمان و همچنین بحران‌های بالکان با انگیزه‌های ملی صورت گرفت و در نهایت جنگ جهانی اول را عده‌ای بحران ناسیونالیسم و پایان آن را حل این مسئله دانسته‌اند.

### در جهان باستان
ملی‌گرایی با مفهوم امروزینش در سال‌های پایانی سده هجدهم میلادی ظهور کرد اما می‌توان ردپای آن را در جهان باستان نیز پیدا کرد. شورش یهودیان در برابر امپراتوری روم، تلاش‌های ساسانیان برای بازگشت به فرهنگ اصیل ایرانی و تلاش امپراتوری روم غربی برای بازگشت به فرهنگ اصیل لاتین در سده‌های چهارم و پنجم از بهترین نمونه‌های آن هستند.
ساسانیان بنیان‌گذار و پرچم‌دار ملی‌گرایی ایران در دوران باستان بودند. برخلاف شاهنشاهی‌های هخامنشی و اشکانی که بیش از یک مفهوم ملی، یک مفهوم جهانی داشتند، ساسانیان مفهوم نوینی به نام «ایرانشهر» را مرکز جهان خود قرار دادند. ایرانیان در سده سوم میلادی خود را در میان کشاکش زرتشتیان ملی‌گرا و مانویان جهان وطن دیدند. در نهایت ملی‌گرایان و در راس آن‌ها دولت ساسانی پیروز این کشمکش شدند. «ایران» که پیش از آن تنها با دین و فرهنگ تعریف می‌شد، حالا به یک مفهوم سیاسی هم تبدیل شده بود.

### ملی‌گرایی در خاورمیانه

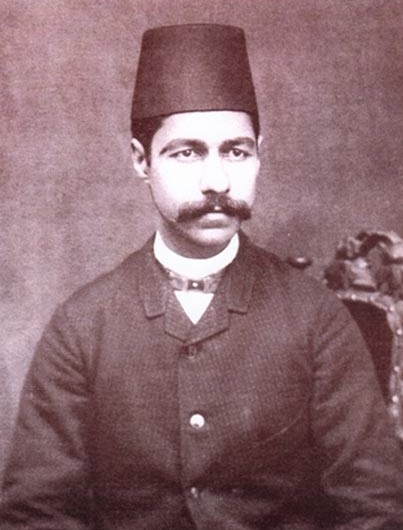
میرزا آقاخان کرمانی از ملی‌گرایان سکولار که سر بریده شد.

در کشورهای اسلامی ملی‌گرایی در قرن ۱۹ میلادی ظهور کرد. مصر و ترکیه پیشتاز بودند. ناپلئون شخصاً مؤسسه‌ای با نام بنیاد مصر بنیاد کرد که هدفش تقویت مصری گرایی بود.
در همین راستا باستان شناسانی مانند کلو، سریزی، لبنان و روسه به مصر اعزام شدند. سیلوستر دوساسی و برخی دیگر از پژوهشگران فرانسوی نیز دربارهٔ عظمت تمدن فراعنه کتاب‌ها نوشتند.
در پی این دسته‌ای از روشن‌فکران به وجود آمد که به پرچم‌داری قوم‌گرایی مصری تأکید داشتند. رفاعه طهطاوی (۱۸۷۳–۱۸۰۱) ناسیونالیسم مصری را مطرح کرد. پیشتاز دیگر در ناسیونالیسم مصری یعقوب یصنوع بود. طه حسین و لطفی السید از رهبران حزب وفد نیز در سیاست مصر نفوذ فراوان یافتند. نحاس پاشا و بسیاری دیگر از سیاست‌مداران مصری ملی‌گرا بودند.
یکی از بارزترین نشانه‌های ملی‌گرایی در خاورمیانه، ملی‌گرایی کُردی (به کردی: کوردایه‌تی) است، این جنبش به این باور است که سرزمین مردمان کُرد یا کردستان که در آن اقوام کُرد اکثریت هستند با تجزیه از کشورهای اصلی خود باید یک کشور مستقل کُرد تأسیس کنند. عبدالرحمان قاسملو که در بین طرفدارانش به‌عنوان «پێغه‌مبه‌ری ئاشتی» معروف است به عنوان سمبل ملی‌گرایی کردی شناخته می‌شود.[۶]
ترکیه از کشورهایی است که از ملی‌گرایی متأثر شد. برنارد لوییس معترف است که سه نفر الهام بخش ناسیونالیسم ترک بودند. آرترلملی داوید (۱۸۱۱–۱۸۳۲) با کتابی به نام بررسی‌های مقدماتی که پیرامون برتری نژاد ترک بر عرب و سایر ملل شرقی نوشته شده بود؛ شدیداً احساسات ناسیونالیستی ترک‌ها را شعله‌ور ساخت. داوید لئون کهن در سال ۱۸۹۹ کتابی به نام دیباچه‌ای بر تاریخ آسیا منتشر کرد و در ملی‌گرایی ترک سهم به سزایی داشت.
ولی کسی بیش از دیگران در ایجاد ناسیونالیسم ترک و عرب نقش داشت آرمینیوس وامبری (۱۹۱۸–۱۸۳۲) بود که دربارهٔ احیای ملت ترک کتاب‌های بسیاری منتشر کرد.
در نتیجه نهضت ناسیونالیستی «ترکان جوان» ایجاد گردید که به توران بزرگ و اعتقاد به برتری نژادی ترک معتقد بودند و باعث رخ دادن انقلاب ترکان جوان در سال ۱۹۰۸ و عزل سلطان عبدالحمید گردید. در پی این وقایع، عثمانی به ورطهٔ جنگ جهانی اول کشانیده شد و سرانجام از میان رفت.
پس از مصر، لبنان و سوریه پیشتاز عربی‌گری بودند. پایگاه عمدهٔ پان عربیسم مسیحیان عرب بودند.
یکی از بارزترین نمونه‌ها نجیب عازوری است که در سال ۱۹۰۴ کتابی به نام بیداری ملت عرب منتشر کرد. وی در پاریس ماهنامه‌ای به نام استقلال عرب منتشر می‌ساخت که با همکاری اروژن یونگ صورت می‌گرفت. یونگ در کتابی با نام قیام عرب، قوم گرایی عرب را مورد ستایش قرار داد.
غیر از عازوری مسیحیانی مانند پطرس بستانی، ناصف الیزحی، ابراهیم الیزحی، نوفل نوفل، سلیم نوفل، میخائیل شمحاده، سمعان کلهون، جرجیس فیاض، رسلان و مشیقه که وابستگان استعمار بودند تلاشی گسترده در احیای ملی‌گرایی عربی داشتند. سرانجام شریف حسین قیام ملی عربی را آغاز کرد و امپراتوری عثمانی تجزیه شد.
جنبش ملی نوین ایران، از دهه‌های پایانی سده ۱۹ آغاز شد. ناسیونالیسم ایرانی در بنیان واکنشی به استعمار اروپای سده نوزدهم در منطقه خاورمیانه است که به از دست رفتن سرزمین‌های ایران قاجار در قفقاز فرجامید. در دوره سده نوزدهم، از راه جنگ روسیه و ایران (۱۸۰۴–۱۸۱۳) و جنگ روسیه و ایران (۱۸۲۶–۱۸۲۶) و پیمان‌نامه گلستان و پیمان‌نامه ترکمنچای، ایران ناگزیر شد از سرزمین قفقاز شمالی و قفقاز جنوبی که اکنون گرجستان، داغستان، جمهوری آذربایجان و ارمنستان را پدیدار می‌سازد دست بکشد و آن را به امپراتوری روسیه واگذار کند. این سرزمین‌ها برای قرن‌ها همواره بخشی از ایران بودند. انگیزه آغازین این افراد، برای نمونه پایان‌بخشیدن به سیستم تصرف زمین‌های فئودالیستی، بی پروایی دولت و فساد و ناکارآمدی سازمانی اداری و همچنین واگذاری سرمایه‌های ملی به بیگانگان بود. یکی از کلیدی‌ترین و برجسته‌ترین پیشگامان ناسیونالیسم ایرانی روزگار قاجار، میرزا فتحعلی آخوندزاده بود که در خانواده‌ای ملّاک در قفقاز زاده شده بود و از آذری‌های ایرانی بود.